# 霁虹桥
霁虹桥位于黑龙江省哈尔滨市道里区和南岗区交界处，是一座桥上公路桥下铁路的立交桥。

## 历史
霁虹桥始建于1926年4月，同年11月26日建成通车，此前此处为一座木桥，由中东铁路局理事、哈尔滨工业大学校长刘哲题字命名。在《滕王阁序》和《阿房宫赋》中分别有“虹销雨霁”和“复道行空，不霁何虹”的诗句，表达“雨止云散，长桥如虹”的含义。霁虹桥也是哈尔滨20世纪20年代不多见的以汉语命名的建筑。文化大革命期间，桥名曾被改为“继红桥”。
1986年，霁虹桥被定为哈尔滨市一类保护建筑。
2008年，霁虹桥被定为哈尔滨市文物保护单位。
2009年8月，由于桥上交通压力过大，以及桥下空间不足，并且在2004年，东北林业大学的桥梁检测机构已经将霁虹桥鉴定为危桥，因此关于霁虹桥是否应该拆除引起了大量争议。最终，哈尔滨市政府决定将霁虹桥拆除后原址复建。由于社会各界反对声音较大，且复建对于市区交通影响极大，且预算过高，复建计划目前已被暂停。
2018年，霁虹桥遭到违反《中华人民共和国文物保护法》的拆除重建。整个过程十分隐秘，现场覆盖伪装网，官方媒体没有任何报导。中华人民共和国的有关部门还对积极反对者曾一智女士进行骚扰。

## 建筑
霁虹桥桥面呈弓型，中间高两端低。全桥长51米，宽27.6米，桥面车行道宽21.4米，为双向4车道；旁边有人行道，宽3.1米。桥下由西到东依次为滨洲铁路、哈齐高速铁路、哈佳铁路和哈牡客运专线。
霁虹桥是一座典型的俄罗斯式桥梁建筑，设计师为符拉基米尔·安德列耶维奇·巴利，施工工程师为彼得·谢尔盖耶维奇·斯维利多夫。原为钢结构，后改建为钢筋混凝土结构。桥上设有四座古埃及方尖碑作为桥头堡，并刻有“1926”字样。钢栏杆上有中东铁路路徽，桥下柱子上刻有狮子头像。
霁虹桥图集

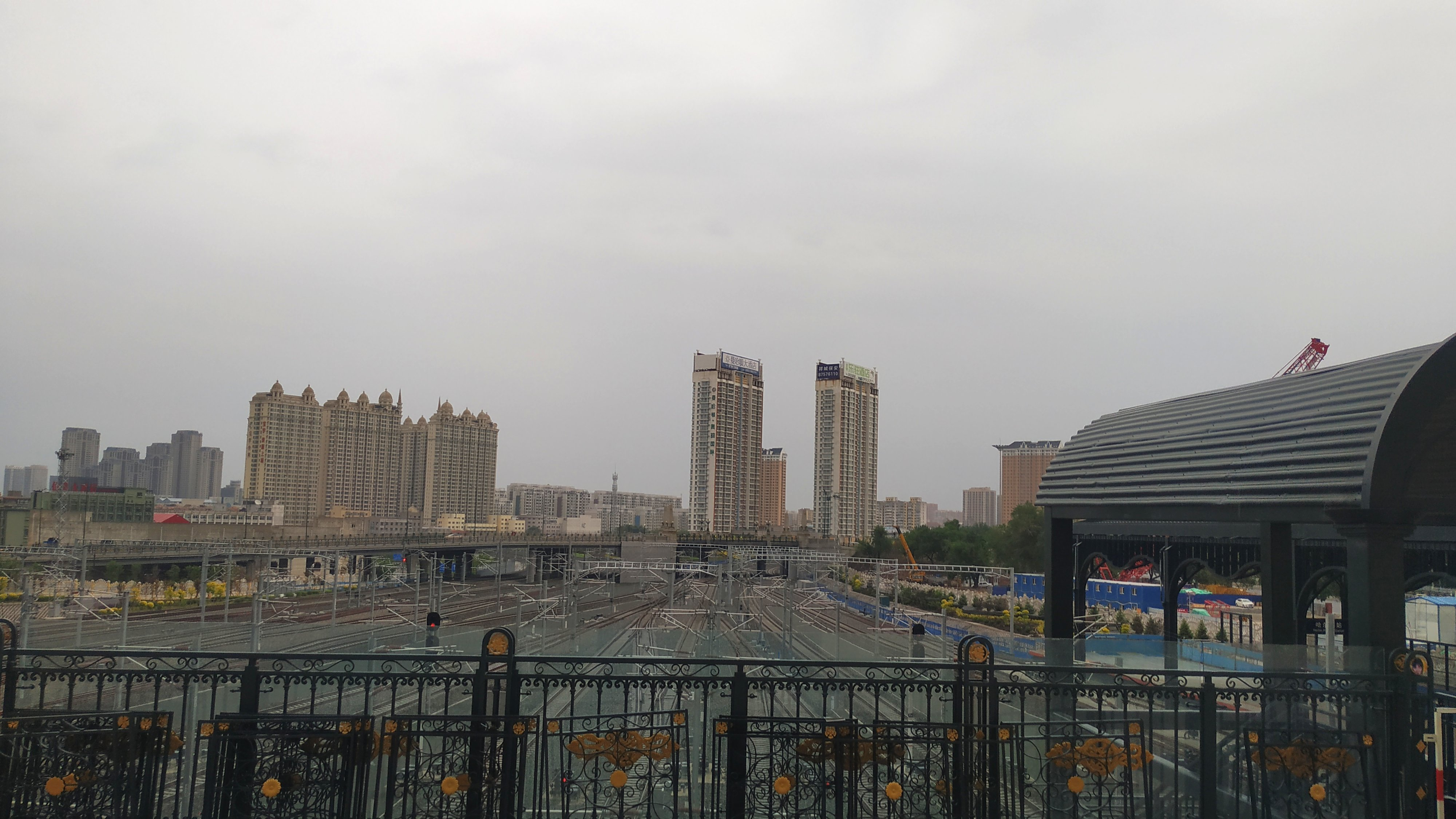
从哈尔滨站望向霁虹桥
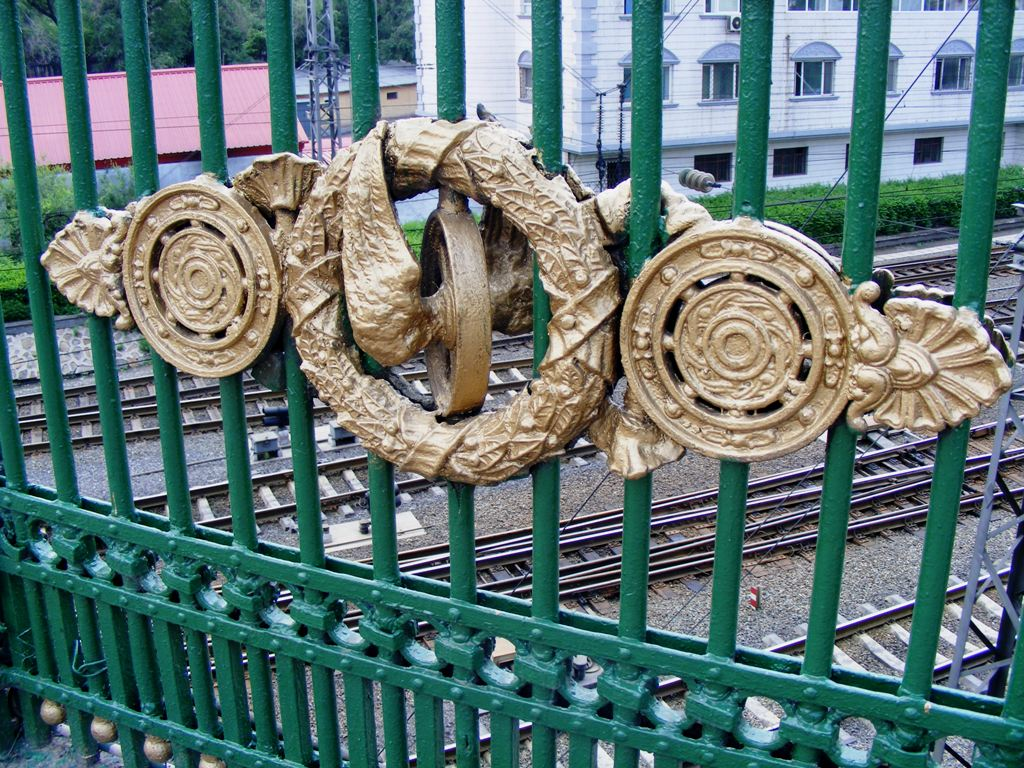
栏杆上的中东铁路路徽
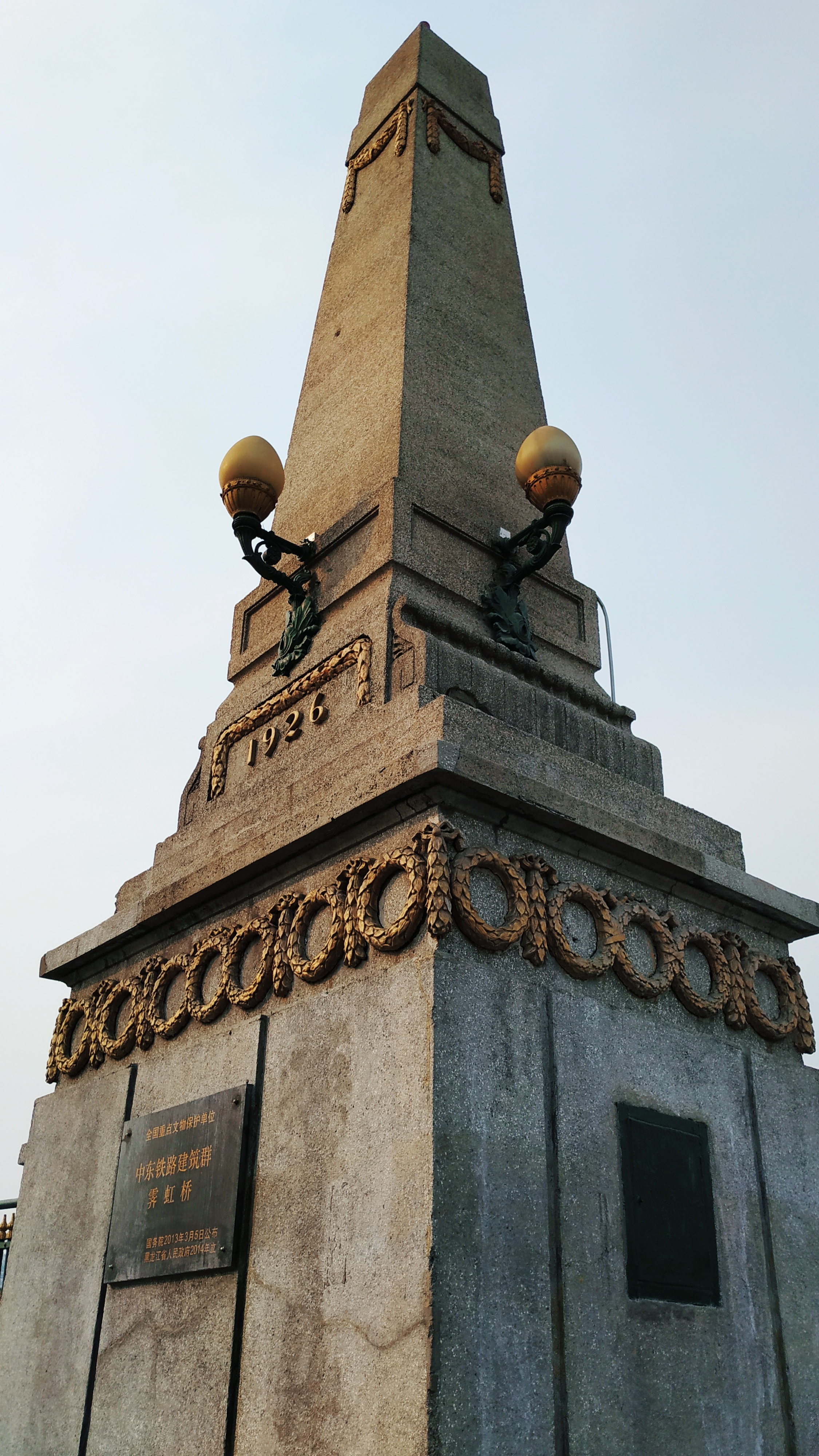
桥头的方尖碑
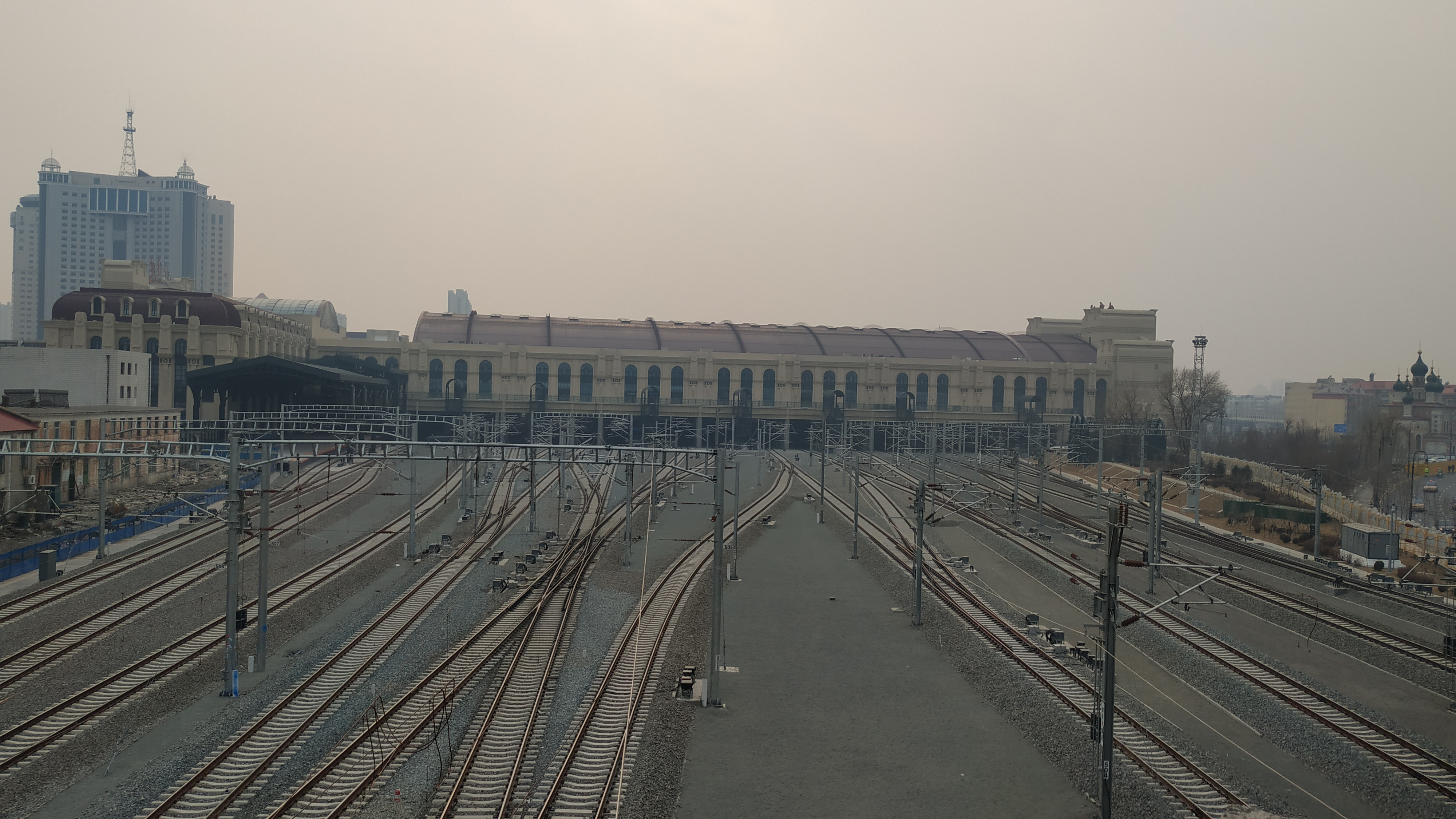
从桥上眺望哈尔滨站
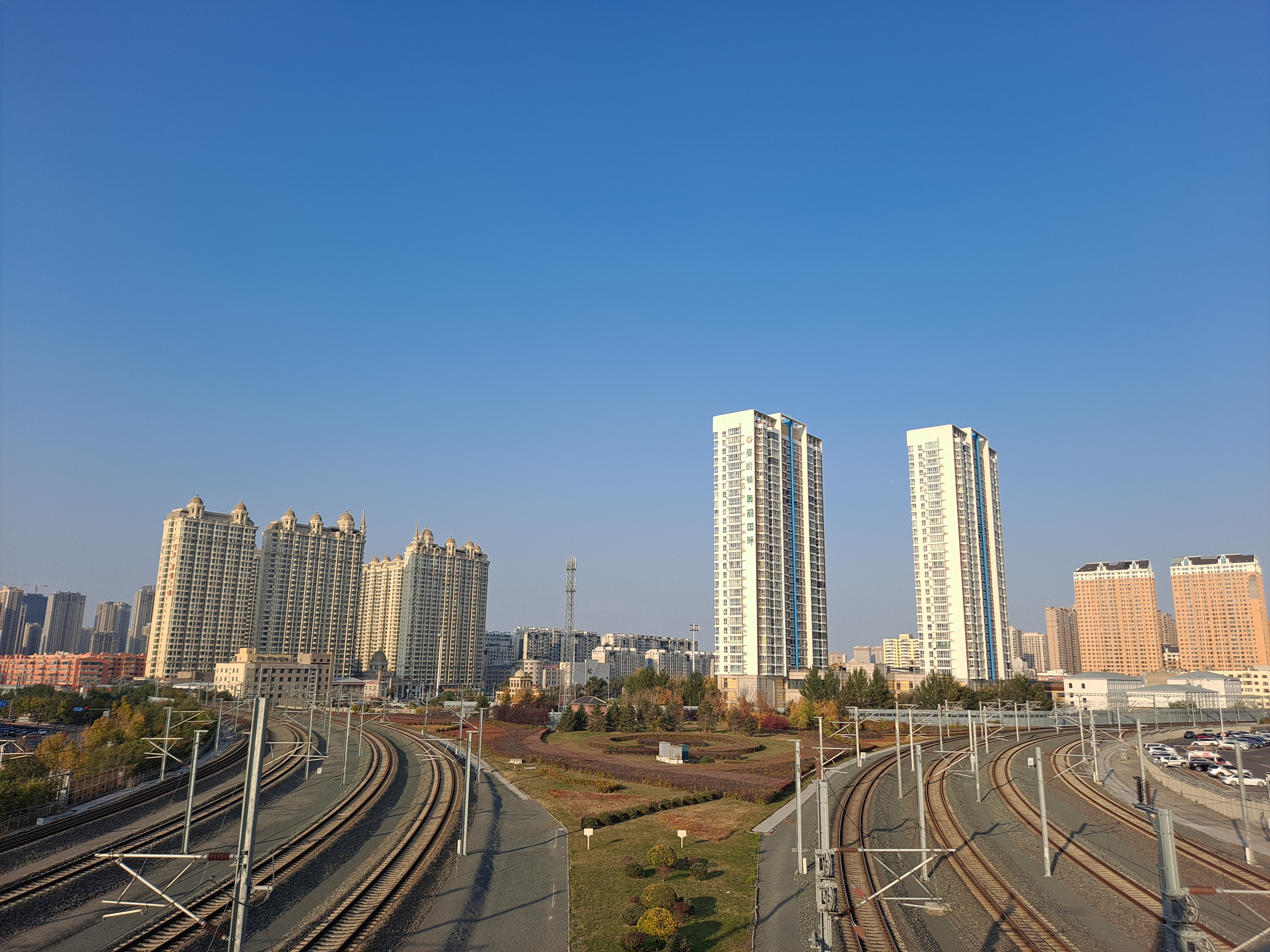
桥下的铁路线